# La Ferrière-au-Doyen (Calvados)
La Ferrière-au-Doyen war eine französische Gemeinde mit zuletzt 111 Einwohnern (Stand: 1968) im Département Calvados in der Region Normandie.
Vom 1. Januar 1973 bis zum 30. Dezember 2015 stellte La Ferrière-au-Doyen eine Commune associée, also einen zum Teil zur Selbstverwaltung berechtigten Ortsteil, innerhalb der Gemeinde Saint-Martin-des-Besaces dar.
Mit der Eingliederung von Saint-Martin-des-Besaces in die zum 1. Januar 2016 neu gegründete Gemeinde Souleuvre en Bocage verlor La Ferrière-au-Doyen am 31. Dezember 2015 seinen Status als eigenständige Verwaltungseinheit und löste sich auf. Heute gilt der Ort als Lieu-dit ("Ort, der einen Namen trägt").

## Geografie
La Ferrière-au-Doyen liegt rund 22 Kilometer nördlich von Vire-Normandie und etwa in gleicher Entfernung südöstlich von Saint-Lô. Neben dem Ort verläuft die Autoroute A84.

## Bevölkerungsentwicklung
| Jahr                             | 1793 | 1836 | 1876 | 1926 | 1946 | 1968 |
| Einwohner                        | 327  | 205  | 202  | 127  | 124  | 111  |
| Quelle: Cassini, EHESS und INSEE |      |      |      |      |      |      |

## Sehenswürdigkeiten
- Kirche Notre-Dame